# Francis N’Ganga
Francis N'Ganga (Poitiers, 1985. június 16. –) francia születésű kongói válogatott labdarúgó, a Charleroi játékosa.
A kongói válogatott tagjaként részt vesz a 2015-ös afrikai nemzetek kupáján.